# Karunya Srinivasan
Karunya Srinivasan és una científica, psicòloga i professora universitària nascuda a l'Índia. S'ha llicenciat en psicologia, literatura anglesa i comunicació. També és coneguda per ser professora del Mètode Feldenkrais pel Feldenkrais Zentrum Biel de Suïssa.
Actualment està estudiant la relació entre el cos i el cervell, dins del màster universitari "Cervell i Cognició" a la Universitat Pompeu Fabra de Barcelona.
Ha contribuït en 6 articles científics.